# عملية سراييفو
عملية سراييفو (باللغة الصربية الكرواتية: Sarajevski proces) كانت محاكمة قضائية جرت في العام 1983 ضد 13 مفكرًا مسلمًا، بتهمت التعصب الإسلامي. اتُهمت المجموعة بارتكاب أعمال إجرامية وأعمال عدائية وثورة مضادة بموجب المادتين 114 و136 من القانون الجنائي لجمهورية يوغوسلافيا الاتحادية الاشتراكية. تمت الاعتقالات في أبريل 1983، وعقدت المحاكمات في أغسطس 1983. المتهمون أعضاء في حركة الشباب المسلم (ملادي مسلم). وكان من بين هؤلاء المتهمين علي عزت بيغوفيتش مؤلف مقال الإعلان الإسلامي (1970) وزعيم حزب العمل الديمقراطي، والذي نشط أثناء تفكك يوغوسلافيا، وهو أول رئيس للبوسنة والهرسك. وحُكم عليهم جميعاً بالسجن، وعفي عنهم عام 1988.

## الاعتقال
أطلق على اعتقال علي عزت بيغوفيتش وآخرين اسم عملية «تريبفيتش» التي أجراها جهاز أمن الدولة في جمهورية البوسنة والهرسك الاشتراكية. نُفِّذت العملية في 23 مارس 1983. قال علي عزت بيغوفيتش في جلسة تحقيق مع المحقق عليبابيتش أنه ليس لديه طموح سياسي. وأشار إلى أنه يعتبر الحزب الشيوعي في البوسنة والهرسك الأكثر استحقاقًا لبقاء يوغوسلافيا على قيد الحياة دون أن تتفكك. في وقت لاحق خلال الحرب، أخبر بيغوفيتش عليبابيتش أنه غير رأيه بعد خطاب ميلوسيفيتش في عام 1989 في غازيمستان.

## المتهمون والأحكام
- علي عزت بيغوفيتش: 14 سنة.
- عمر بهمن: 15 سنة.
- حسن شنجيتش: 10 سنوات.
- عصمت كاسوماجيتش: 10 سنوات.
- أدهم بيشاكشي: 7 سنوات.
- حسين سيفالتش: 6 سنوات.
- مصطفى سباحيتش 5 سنوات.
- ديمالدين لاتيتش: 6.5 سنة.
- صالح بهمن 5 سنوات.
- درويش دجوردجيفي: مُدان.
- مليكا صالح بيغوفيتش: مُدان.
- دولا بيشاكشيك: مُدان.

## الإفراج
في وقت لاحق، يتم تخفيف الأحكام، ثم بعد ذلك تم إطلاق سراح جماعي للسجناء المتهمين في القضية وذلك في العام 1988 ،اولذين تم تقديمهم كضحايا للنظام الشيوعي. بحسب محقق القضية عليبابيتش والذي ذكر: جميع المتهمين ليس لديهم أي طموحات سياسية.